# ختام سني
الختام (بالإنجليزية: sealant)‏ أو الختام السني (بالإنجليزية: dental sealant)‏ ويعرف أيضا بختام الشق والوهدة (بالإنجليزية: pit and fissure sealants)‏ أو بختام الشق (بالإنجليزية: fissure sealants)‏ هو علاج سنّي يهدف إلى الحماية من تسوس ونخر الأسنان. تملك الأسنان رُدوب على سطحها الإطباقي ; يوجد على الأسنان الخلفية شقوق(أخاديد) وبعض الأسنان الأمامية لديها ثقب حزامي. وهذه الشقوق والثقوب أكثر عرضة لتسوس الأسنان، وذلك بسب التصاق الطعام بها وهي مناطق يصعب تنظيفها جيدًا.
مادة الختام السني هي مادة توضع وتملأ هذه الحفر والشقوق، مما تُوجِد سطح أملس يسهل تنظيفه. يستخدم ختام الشقوق بشكل أساسي عند الأطفال الأكثر عرضةً لتسوّس الأسنان، ويوضع أيضًا في الأرحاء عند البالغين بعد بزوغها.

## خلفية عن الموضوع

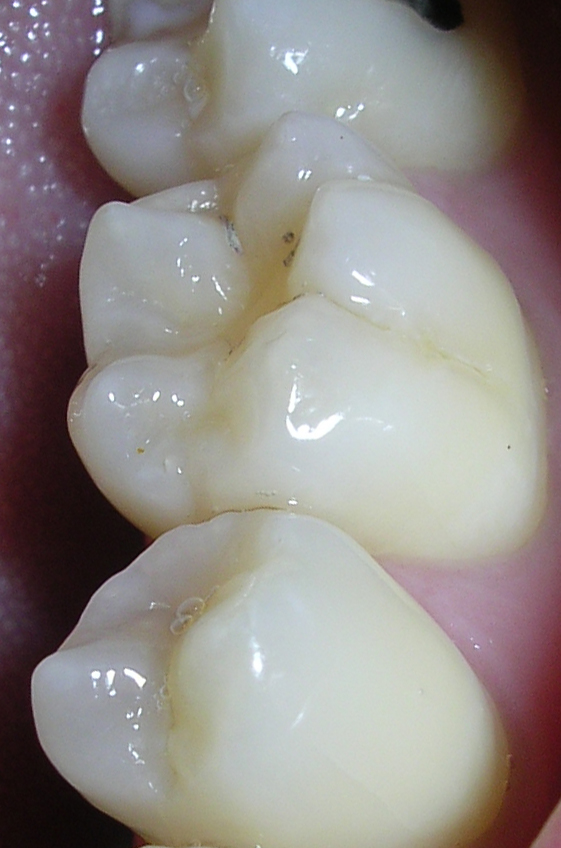
نظام الشقوق في الأسنان الخلفية

تسوس الاسنان هو عملية توازن بين كسب وفقد المعادن من سطح السن. فقد المعادن من الأسنان تحدث بسبب البكتيريا داخل الفم حيث تعمل على تخمير الأطعمة وإنتاج الأحماض، بينما يكسب السن معادن من اللعاب والفلوريد الموجود في الفم. عندما ينحرف هذا الاتزان بسبب تناول الكربوهيدرات المتخمرة بشكل متكرر، وضعف صحة الفم ونقص استهلاك الفلوريد، يؤدي ذلك إلى استمرارية النقص وقلة كسب المعادن على المدى الطويل، وبالتالي يسبب ما يعرف بنخر الأسنان. ختام الشقوق هو علاج وقائي يعتبر جزء من التدخل السني للوصول للرعاية السنية. وهذا الأسلوب يسهل الحماية والتدخل المبكر، لمنع أو وقف عملية تسوس الأسنان قبل ان تصل إلى المرحلة النهائية من المرض، التي تسمى أيضًا «الحفرة» أو التجويف في السن. حالما يجوف السن فهو يحتاج إلى ترميم سني من أجل إصلاح الضرر، وهذا يؤكد أهمية الوقاية في المحافظة على الأسنان.
الهدف من ختام الشقوق هو منع أو إيقاف تطور تسوس الاسنان. حماية تسوس السن من الشقوق والحفر الموجودة عليه يتحقق من خلال ختام الشق وسد هذه السطوح وبالتالي منع الطعام والبكتيريا من أن يعلق في الشقوق والأخاديد. ختام الشقوق يوفّر أيضًا سطح أملس يسهل عوامل الحماية الطبيعية واللعاب وشعيرات فرشاة الأسنان للوصول إليها وتنظيفها. العديد من أخصائيي العناية بصحة الفم من ضمنهم طبيب الأسنان ، واختصاصي حفظ صحة الأسنان ومساعد طبيب الأسنان (في بعض الولايات في أمريكا) يستطيعون عمل ختام الشقوق على الأسنان.
مادة سد الشقوق (بلاستيكية) هي مادة تجميلية توضع في الشقوق والحفر(الرُدوب على السطح الإطباقي) على الأرحاء اللبنية (الأطفال) أو الدائمة(البالغين) والضواحك الخلفية. تعتبر الأرحاء أكثر الأسنان عرضة للتسوس وذلك بسبب طبيعة تشريح السطح الإطباقي لها، وهذا للأسف يثبط ويقلل الحماية المكتسبة في اللعاب والفلوريد وبالمقابل يحدث تجمع للويحة السنية .

## تاريخه
هناك العديد من المحاولات عبر العقود لمنع تطور تسوس الاسنان، خاصةً التسوس الإطباقي حيث كان يُعتقد أن الحفر والشقوق السنية سوف تصاب بالبكتيريا خلال عشر سنين من بزوغ السن داخل الفم.
توصل جرين فرديمان بلاك، مؤسس طب الأسنان الحديث، إلى أن أكثر من 40% من نسبة حدوث تسوس الأسنان في الأسنان الدائمة ، حيث يحدث في الحفر والشقوق السنية بسبب قدرتها على احتجاز الطعام واللويحة السنية.
واحدة من أولى المحاولات لمنع التسوس الإطباقي حدثت في أوائل عام 1905 على يد ويلوبي ميلر، وهو من رواد طب الاسنان، استخدم نترات الفضة على أسطح الأسنان، حيث يحدث علاج كيمائي للأغشية الحيوية ، ووظيفته كمضاد للبكتيريا ضد البكتيريا العِقدِيَّة الطَّافِرة والبكتيريا الشعية النيسلندية، حيث يعتبران عاملان للتسوس. استُخدِمَت نترات الفضة أيضًا بواسطة كلين ونيوتسون عام 1940 لمنع وإثباط التسوس الإطباقي.
عام 1921 كان سلفستر حياة، وهو رائد في البحث العلمي، أول شخص يوصي بِبَضْعِ السِّن الاتقائي (معالجة وقائية). هذه الطريقة تتطلب تحضير تجويف سني من الدرجة الأولى في السن المتعرض لخطر التسوس الإطباقي متضمنة بذلك كل الشقوق. وتملأ هذه الشقوق الموسعة فيما بعد بحشوة المُلْغَم.
قام بعدها بودكر، وهو طبيب أسنان وباحث، بعدة محاولات لمنع التسوس الإطباقي. كانت البداية عام 1926 حيث استخدم مثقب دائري كبير لتنعيم الشقوق. بعدها عام 1929 حاول منع التسوس الإطباقي عن طريق تنظيف الشقوق السنية باستخدام أداة الاستكشاف ومن ثم ختام هذه الشقوق بواسطة ملاط سني مثل ملاط اكسي فسفات. وأصبح بذلك من المؤيدين لعملية الوقاية ببَضْعِ السن.
في عام 1955، قدَّم بنوكور لمحة عن فائدة تخريش طبقة المينا باستخدام حمض الفسفوريك. فأظهرت دراساته أنَّ الراتين المركب يرتبط بالمينا بواسطة الحفر الحمضي(التخريش)، زيادة الالتصاق أيضًا يحسن من سلامة الحواف المرممة بمادة الترميم الراتيني.
فكان هذا هو النظام الرابط الذي أدى إلى إنجاح ختام الشقوق.
عام 1966، عمل كويتو على إنتاج أول مادة لسَّدِ الشقوق، وهي ميثيل الأكريليت السيانيدي [الإنجليزية]. ومع ذلك، كانت هذه المادة عرضة للتكسر بفعل البكتيريا مع مرور الوقت، ولذلك رفضت. عمل بنوكور عام 1970 على تطوير الميثاكريليت ثنائي الفينول، الذي هو مادة راتينية لزجة تعرف بـ BIS-GMA.  استعملت هذه المادة كأساس لتطور العديد من مواد القاعدة الراتينية المركبة في طب الأسنان، كما أنها مقاومة للانكسار وترتبط بشكل ثابت مع طبقة المينا المحفورة.
عام 1974، أنتج ماكلين وويلسون مِلاط زجاجي خاتم للشقوق.

## مواد حديثة لسد الشقوق

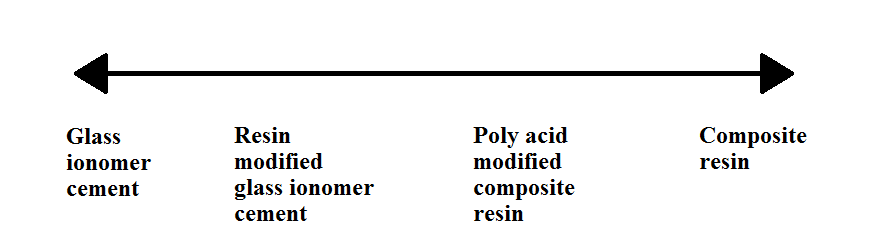
طيف الملاط الزجاجي- الراتين المركب للمواد الترميمية المستخدمة في طب الاسنان. باتجاه طرف GIC هناك زيادة في إفراز الفلوريد وزيادة محتوى الحمض- القاعدة، باتجاه الراتين المركب، هنالك زيادة في نسبة العلاج الضوئي والزيادة في مقاومة الثني.

المواد الحديثة لسد الشقوق تكون إما مواد القاعدة الراتينية، أو مواد المِلاط الزجاجي. المواد المهجنة مثل المواد الراتينية متعددة الحماض تقع بين هاتين الفئتين.

### مواد القاعدة الراتينية
ترمز اصطلاحيًا إلى تطور مادة القاعدة الأرتينية لسد الشقوق عبر الأجيال.
1. الجيل الأول: يعالج بالأشعة فوق البنفسجية.[17] ولم تسوق بعد.[15]
2. الجيل الثاني: يعالج كيميائيًا (التبلمر الذاتي)[15][17]
3. الجيل الثالث: يعالج بالضوء المرئي.[15][17]
4. الجيل الرابع: يحوي على الفلوريد.[15][17]

كجزء من حوار واسع حول سلامة البيسفينول A (BPA)، أثيرت مخاوف عدة حول استخدام مواد القاعدة الراتينية. PBA يحاكي النشاط الحيوي للأستروجين وهو الهرمون الجنسي للإناث. الPBA النقي نادرًا ما يتوفر في مواد سد الشقوق، ولكن من الممكن أن تحتوي على مشتقاته PBA. هناك بحوث قليلة حول الأستروجين وتأثيرها في مشتقات PBA. وتم ذكر وجود PBA في اللعاب مباشرة بعد وضع مواد القاعدة الراتينية لسد الشقوق. أطول مدة لوجود PBA في اللعاب هو 3 ساعات بعد وضع المادة. وبالتالي هناك خطر قليل من التعرض لجرعة صغيرة من PBA .قدمت الأدلة المتوفرة حديثًا أنه لا يوجد خطر الآثار الجانبية مثل هرمون الأستروجين مع مواد القاعدة الراتينية. نشرت العديد من منظمات طب الأسنان الوطنية مقالات تتحدث عن سلامة مواد القاعدة الراتينية لسد الشقوق مثل جمعية أطباء الأسنان الأمريكية ، وجمعية أطباء الأسنان الأسترالية، والجمعية البريطانية لطب الأسنان، والجمعية الكندية لطب الأسنان.

### مواد المِلاط الزجاجي لسد الشقوق GIC
ترتبط مادة GIC بكل من طبقة المينا والعاج بعد أن تنظف بحمض الإكريلك. من ميزات GIC أنها تحوي مادة الفلوريد وأنها أقل حساسية للرطوبة وبالرغم من ضعف التصاقها، إلا أنها تمنع التسوس الإطباقي حتى بعد أن تسقط أو تتلف المادة وذلك بسبب قدرتها على إطلاق مادة الفلوريد.

### فعاليتها
تعتبر عملية سد الشقوق طريقة فاعلة للحماية من التسوس، وكلما كانت مدة التصاق هذه المادة بالسن أكبر، منعت حدوث التسوس لفترة أطول. ولهذا السبب يعتمد نجاح عملية سد الشقوق حاليًا على طول المدة لبقاء هذه المادة على السن، وبالإضافة إلى اختبار حدوث التسوس في الأسنان التي سدت شقوقها أو التي لم تسد. تعتمد مقدرة مواد سد الشقوق على الحماية من التسوس على مقدرتها على البقاء على سطح السن. ومن أكثر الأسباب التي تؤدي إلى فشل العملية هو التلوث باللعاب خلال تطبيق ووضع المادة. وبعض العوامل الأخرى أيضًا مثل عدم خبرة الطبيب، أو عدم تعاون المريض، أو أن المواد المستخدمة ليست جيدة.
هناك عدة عوامل تساهم في تحسين قوة التصاق مواد سد الشقوق بالسن، وهي:
- عزل السن عن اللعاب.
- عدم وضع مواد سد الشقوق على الأسنان الظاهرة جزئيًا في الفم، أو إذا كان جزء من نسيج اللثة يغطي التاج.
- استخدام تقنيات علاجية جيدة.
- تحضير الشقوق جيدًا بتنظيفها من اللويحة السنية أو أي بقايا على السن قبل وضع المادة.[19]

### طول عمر المادة
بالرغم من أن مادة سد الشقوق تتآكل طبيعيًا وتتلف مع الوقت، إلا أنها تبقى فاعلة لمدة خمس سنوات أو أكثر، حتى مع الضغط الكبير الذي يتحمله السن خلال المضغ يوميًا. طول عمر ختام الشقوق يعتمد على نوع المادة المستخدمة لسد الشقوق. ليس من غير المألوف أن يتم الاحتفاظ بمادة سد الشقوق في مرحلة البلوغ. يعتقد أيضًا أن البكتيريا وجزيئات الطعام ممكن أن تُحبَس تحت مادة سد الشقوق، وهذا ممكن أن يسبب تسوس في الأسنان المُتَطَلَّب حمايتها. تُفحَص مادة سد الشقوق من خلال زيارات لطبيب الأسنان بشكل روتيني للتأكد من استمرارية التصاقها. أحد أهم الأسباب لفشل العلاج خلال السنة الأولى هو التلوث باللعاب.
بالاعتماد على الأدلة القليلة المتوفرة كلًا من GIC ومواد القاعدة الراتينية قُبِلَت كمواد لمنع التسوس، بالرغم من أن معدل الالتصاق بين GIC ومواد القاعدة الراتينية مختلف قليلًا. حيث تعتبر المواد الراتينية أكثر قدرة على الالتصاق بالسن. قارنت التجارب السريرية لمدة عامين بين GIC ومواد القاعدة الراتينية وبينت أنَّ معدل الفقد لـ GIC هو 31,78%، مقارنةً بالمواد الراتينية فمعدل فقدها هو 5,96% .أثبتت الدراسات أن GIC لديها مزايا علاجية غير الالتصاق، تتضمن وجود الفلوريد واستخدامها في الأسنان الظاهرة(البازغة)جزئياً بالرغم من أن قوة التصاق GIC ضعيفة، إلا أن إنتاجها للفلوريد النشط في المينا مهم جدًا، فهي تقلل من ظهور التسوس وتزيد من إنتاج الفلوريد، ولهذه الأسباب تعتبر GIC كعربة مليئة بالفلوريد غير عن مواد سد الشقوق التقليدية. كل المواد السابقة فاعلة بنفس المستوى إذا استخدمت التقنيات بشكل صحيح لإنهاء العملية كاملةً.

## استخداماتها وموانع الاستخدام
أحد دواعي استخدام الختام السني هو للمرضى أو للأسنان الأكثر عرضةً للتسوس.
وهؤلاء المرضى هم الذين لديهم:
- تاريخ مرضي مع تسوس الأسنان.
- شقوق وأخاديد حابسة وعميقة في السن.
- إشارات مبكرة لتسوس الأسنان.
- عدم المقدرة على التحكم باللويحة السنية.
- خلل في طبقة المينا مثل نقص تنَّسُج المينا
- طَبيقةُ تَقْوِيْمِ الأَسْنَان.[25]

موانع استخدامه هو للمرضى أو الأسنان الأقل عرضةً للتسوس.
وهو يتضمن المرضى الذين لديهم:
- غذاء متوازن فيه كمية منخفضة من السكر والكربوهيدرات.
- رعاية حية فموية استثنائية.
- شقوق ضحلة ذاتية التطهير في الفم.
- أسنان بارزة جزئيًا في الفم بدون تحكم كافٍ بالرطوبة (هنا يمكن اختيار الملاط الزجاجي كعلاج) .
- الشقوق والأخاديد التي رُمِمَت سابقًا.[25]

## طريقة تطبيقه

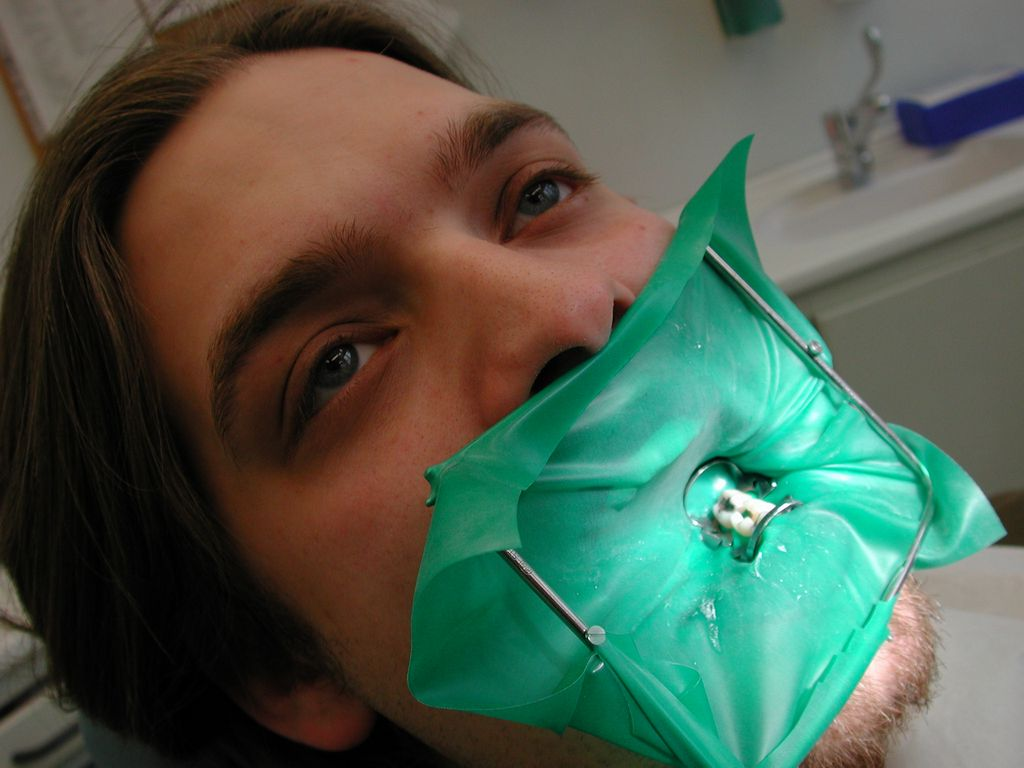
سد مطاطي

الطريقة المستخدمة تعتمد على المادة المستخدمة. يستخدم السد المطاطي لمنع اللعاب من الوصول إلى السن المراد علاجه، ولكنها في بعض الأحيان لا تُستَخدَم، خاصةً عند الأطفال. عند استخدام مواد القاعدة الراتينية يجب التحكم بالرطوبة أكثر منه عند استخدام GIC . يتم تنظيف السطح وتجفيفه. تطبيق المواد الراتينية يتطلب استخدام حمض الفسفوريك لخلق مسامات مجهرية على السن (التخريش)، فتزيد من مساحة السطح وتزيد قوة ارتباط مادة سد الشقوق بالسن. وبعد وضع المادة على السن فهي تثبت وتجف إما بتسليط الضوء عليها أو تركها لتجف بنفسها (اعتمادًا على نوع المادة).مقارنةً بعملية حشو السن، حيث يتم استخدام التخدير الموضعي وحفر السن، ولكن عملية سد الشقوق تعتبر عمليه بسيطة وغير مؤلمة.